# Kolašin
Kolašin (Alfabeto cirílico: Колашин), é uma cidade no norte de Montenegro, com uma população de 2 989 (conf. Censo de 2003). É o centro da Municipalidade de Kolašin (9 949 habitantes) e centro administrativo oficial da região Morača, assim denominada a partir do Rio Morača.

## Nome
A origem e o significado do nome Kolašin é ainda desconhecido, embora haja um bom número de hipóteses linguísticas. Uma das versões é de que o primeiro assentamento na área da cidade foi obra de um Duque eslavo de nome Kolašin. Há uma possibilidade oposta, porém. A vila de Kolašin criada por um Sultão fosse denominada a partir de outra tradição oral e que o assentamento fosse criado por um Duque que recebeu esse título a partir de um local já denominado.

## História
Kolašin, assentamento de uma fortaleza, foi construída pelos turcos em meados do século XVII e denominada conforme uma vila do subdistrito (anaia) de Nikšić. Essa vila foi citada pela primeira vez em 1565, num decreto do Sultão Solimão, o Magnífico, pela qual o falecido Grão-duque Miloš foi substituído por seu filho Todor. A nova cidade turca teve seu nome a partir dessa vila.
Em 1651, o patriarca Gavrilo I transferiu para Basílio de Ostrogue o domínio sobre a Eparquia de Zaclúmia e Herzegovina (Zahumsko), a Eparquia de Budimlje-Nikšić, Plana, a área dos Kolašinovićevs e a região do Morača. Esse documento e mais outro de 1667, demonstra que a população de cristandade ortodoxa da região, de denominação Kolašinovići. Diversas fontes históricas reconhecem daí a origem do sobrenome Kolašinović. É curioso que a vila de Kolašin foi a fonte para o nome da região, fortaleza turca, assentamento, tribo, sobrenome.
Em 1798, o jovem Mina Radović, filho do Duque Radule, que fora morto pelos Turcos, emboscou e assassinou o coletor de impostos Hasanbeg Mekić, nas proximidades do Monastério de Morača. O ataque foi acertado com o governante Montenegrino Petar (Petrović-Njegoš). Mina Radović recebeu, então, em 1799 o título de Duque, durante a convenção dos representantes proeminentes de Montenegro e Colinas, cuja sede era em Cetinje. Foi nomeado como membro da Corte de Administração de Montenegro e Colinas encarregado do poder asdministrativo e judiciário. Com isso, se entende que o governo montenegrino considerava a região de Morača  legitimada como parte de Montenegro.
Existe um documento escrito pelo Duque Miljan Vukov, que comandou a tribo Vasojević nessa batalha, sobre um ataque a  Kolašin em 1858. Foi a mais sangrenta batalha de toda história de Montenegro: Eu participei em muitas batalhas portando essa bandeira (no comando), capitão e mestre da guerra - ele declarou - mas nenhuma dela foi tão violenta e sangrenta como a tomada de Kolašin em 1858, a qual foi realmente uma das mais sanguinolentas jamais ocorridas nas vizinhanças de Montenegro.
A vitória nessa renhida batalha estabeleceu as novas fronteiras de Montenegro com as regiões que ainda estavam sob domínio turco. As lutas pela liberação continuaram na margem esquerda do Rio Tara nas proximidades de vilarejos do Baixo Kolašin. A batalha de Livopo em 1872 é das mais lembradas. A paz não ocorreu antes do Congresso de Berlim (1878), quando Kolašin se ligou ao principado e mais tarde ao Reino da Iugoslávia, criado logo após a Primeira Grande Guerra.
Por decisões do Congresso de Berlim (1878), Kolašin se tornou oficialmente parte de Montenegro. Isso se seguiu a muitos combates contra o Império Otomano pela região de Kolašin, em diversas batalhas empreendidas por membros das tribos montenegrinas de Rovca, Drobnjaci, Morača, Vasojevići, Uskoci e outras para liberar essa e outras regiões de terras que estavam sob domínio otomano.
Entre um a dois anos após o Congresso de Berlin, foi formada a brigada Kolašin do exército popular de Montenegro. Durante a Primeira Grande Guerra, entre o final de 1915 e o início de 1916 essa brigada teve significativo papel sob o comando do Serdar Janko Vukotić como parte do exército Sanjaco. Na famosa Batalha de Mojkovac a brigada defendeu as comportas de Mojkovac de um ataque de uma quantidade muito maior de soldados do exército da Áustria-Hungria. Nas guerras de libertação entre 1912 e 1918, a brigada perdeu mais de 1000 solados em oficiais.
Na Segunda Grande Guerra, a região de Kolašin voltou a sofrer pesados ataques, muitas perdas humanas, destruição de prédios. Porém, com a capitulação do Reino de Itália, essa parte de Montenegro foi libertada. Em 15 de novembro de 1943, a Primeira Sessão da Conselho Nacional Antifacista de Montenegro e Boka se reuniu em Kolašin, com a presença de 544 delegados de todas as regiões de Montenegro (sendo 42 do Distrito de Kolašin), sendo que as decisões aí tomadas foram de importância crítica para reconstruir o Estado Montenegrino. Nesse período, Kolašin foi a "capital de guerra" de Montenegro.
A cidade de Kolašin em si mudou de mãos várias vezes entre 1941 e 1944. Foi bombardeada 18 vezes pelos alemães e pelos italianos. Finalmente, em 29 de Dezembro de 1944, a cidade foi liberada pela 5ª brigada proletária Montenegrina. Mais de 1400 soldados da região de Kolašin participaram da luta nacional pela libertação no período 1941–1945, tendo aí morrido 400 deles. Outros 250 patriotas perderam suas vidas em câmaras de tortura dos agressores e em outros sítios de execução, tendo havido muitas outras vítimas fúteis dessa guerra fratricida.

## População
População de Kolašin:
- 3 de março de 1981 - 2 439
- 3 de março de 1991 - 2 807
- 1 de novembro de 2003 - 2 989

Etnias (Censo 1991):
- Montenegrinos (93.16%)
- Sérvios (4.34%)

Etnias (Censo 2003):
- Montenegrinos (50.65%)
- Sérvios (44.77%)

## Administração

### Prefeito
Mileta-Mikan Bulatović, do Partido Socialista Popular de Montenegro SNP, é prefeito desde 2006, quando recebeu 56% (3.381) dos votos.

### Assembleia municipal
Em 2006:
- Coligação Partido Socialista Popular de Montenegro com Partido Popular de Montenegro - 1.936 votos - 11 representantes
- Partido Democrático dos Socialistas de Montenegro - 1.525 - 9
- Coalizão Partido do Povo sérvio de Montenegro com Partido Socialista popular de Montenegro - 966 - 5
- Partido Social Democrata de Montenegro - 699 - 4
- Movimento pelas Mudanças - 427 - 2
- Partido Democrático Sérvio - 282 - 1
- Aliança dos Comunistas da Iugoslávia e de Montenegro - 89 - 0

## Turismo

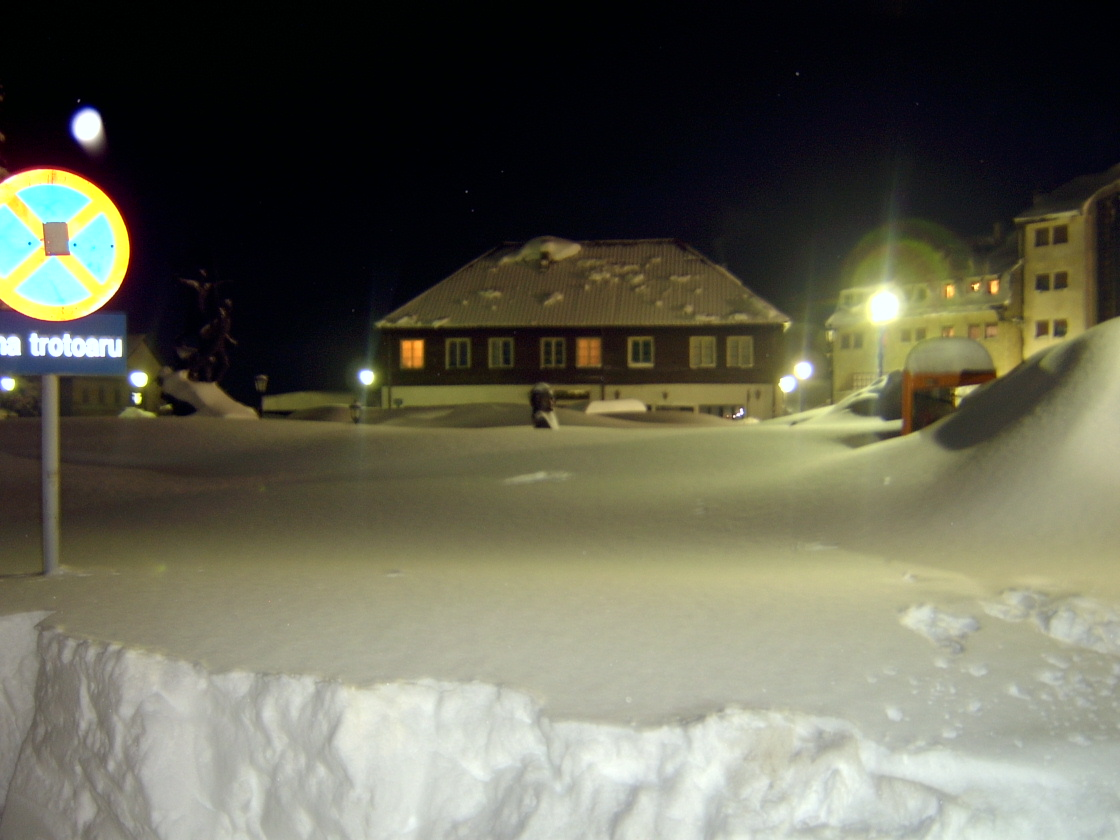
Kolašin.

Kolašin é um dos centros de turismo de montanha de Montenegro. Mesmo sendo Žabljak considera como tendo mais atrativos, Kolašin apresenta mais facilidades para acesso por rodovia e ferrovia:
- Kolašin fica aos pés das montanhas Bjelasica e Sinjajevina, que oferecem excelentes condições para prática de esqui. Com sua altitude de 954 m, a cidade é considerada como um Spa ao ar livre.
- O Parque Nacional de Biogradska Gora fica nas proximidades da cidade, sendo um ponto de turístico de razoável prestígio na região.
- O maior desenvolvimento de Kolašin como um destino turístico é devido também ao Bianca Resort & Spa, um resort de luxo bem no centro da cidade.
- O Centro Geográfico de Montenegro fica a meia distância entre Veles e Kolašin.

## Pessoas do local
- Slavko Labovic, ator Danês-Sérvio